# Бен Степан
Степа́н Бен (насправді — Степа́н Фе́дорович Бендюже́нко) (* 16 (29) жовтня 1900, село Лозуватка, нині Шполянського району Черкаської області — † 1 листопада 1937, Київ) — український поет. Жертва Сталінських репресій.

## Біографія
Закінчив учительську семінарію в Кирилівці. У 1930-х роках навчався в Черкаському інституті соціального виховання та Київському інституті народної освіти.
У 1920—1930-х роках учителював. Був членом Спілки селянських письменників «Плуг» (1924).
1929 року був заарештований НКВД в Черкасах за міфічні зв'язки з міфічною «Спілкою визволення України», чи за агітацію проти колективізації. Впродовж трьох років відбув заслання десь на Крайній Півночі. Повернувшись додому, вчителював в Лозоватці, а потім у с. Княжому на тій же Звенигородщині.
Вдруге заарештовано Степана Бена 1937 року і у жовтні 1937 року засуджено до розстрілу. Розстріляли Бена в Черкасах 1 листопада 1937 року, а його дружині звично повідомили, що її чоловік засуджений на 10 років без права листування. Коли 10 років минули, їй видали свідоцтво про смерть в'язня 14 грудня 1943 року від бронхопневмонії.
Посмертно реабілітовано 1958 року.

## Творчість
Друкувався від 1921 року. 1929 року в Харкові вийшла перша і єдина збірка віршів Степана Бена «Солодкий світ» (у видавництві «Плужанин»). Під час обшуку 27 липня 1937 у нього забрано дванадцять зошитів і один блокнот з віршами, сліди яких досі не віднайдені. З тих публікацій, що збереглися, неважко зробити висновок, що їх автор був поетом високої художньої культури.
1997 року в Черкасах посмертно видано «Поезії» Степана Бена.
Автор поезій «Дзвенять хрущі, цвітуть черешні», «Польова зустріч», «О, хутори», «Ода» тощо.

### Твори
- Твори на сайті ukrlit.org [Архівовано 26 травня 2010 у Wayback Machine.]
- Вірші Степана Бена [Архівовано 21 жовтня 2007 у Wayback Machine.].